# Sven Eric Kastens

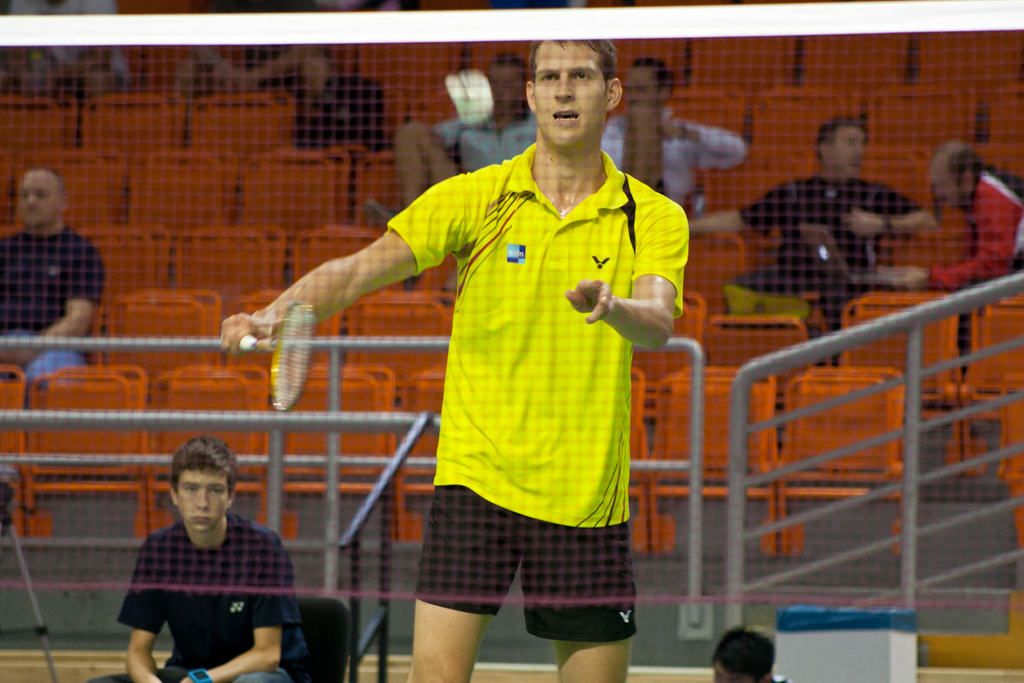
Sven Eric Kastens (2001)

Sven Eric Kastens (* 29. Januar 1982 in Hamburg) ist ein deutscher Badmintonspieler.

## Sportliche Karriere
Kastens gehörte zum Kader der deutschen Badmintonnationalmannschaft beim Thomas Cup 2008 und Sudirman Cup 2009. Mit der Herrennationalmannschaft erreichte er Bronze bei der Mannschaftseuropameisterschaft 2008. Er erreichte die 2. Runde bei den Europameisterschaften 2008, musste sich dann aber Scott Evans aus Irland mit 19–21, 19–21 geschlagen geben. Bei den Deutschen Meisterschaften 2008, 2009 und 2011 scheiterte er jeweils im Viertelfinale an Marc Zwiebler (2008, 2009) und Lukas Schmidt (2011). Ab der Saison 2011/2012 war er für die SG EBT Berlin in der 1. Badminton-Bundesliga im Einsatz. Aktuell (Saison 2017/18) ist er für den VfB/SC Peine in der 2. Badminton-Bundesliga aktiv.

## Sportliche Erfolge

### Weltmeisterschaften
- 2009: Teilnahme Sudirman Cup (Weltmeisterschaft der gemischten Nationalmannschaften)
- 2008: Teilnahme Thomas Cup (Weltmeisterschaft der Herrennationalmannschaften)

### Europameisterschaften
- 2008: 2. Runde Europameisterschaften im Herreneinzel
- 2008: Bronze Mannschaftseuropameisterschaft (Herrennationalmannschaften)

### Deutsche Meisterschaften
- 2014: Bronze Deutsche Meisterschaften im Herreneinzel
- 2013: Bronze Deutsche Meisterschaften im Herreneinzel
- 2011: Viertelfinale Deutsche Meisterschaften im Herreneinzel
- 2009: Viertelfinale Deutsche Meisterschaften im Herreneinzel
- 2008: Viertelfinale Deutsche Meisterschaften im Herreneinzel